# 哈莫夫尼基區
哈莫夫尼基區（俄語：район Хамовники）是莫斯科中央行政区的辖区，位于莫斯科河的拐弯处，面积10.08平方公里，2010年人口为102,730人。知名建筑有普希金造型艺术博物馆、基督救世主主教座堂、新圣女修道院和同名公墓及卢日尼基体育场。